# Signar á Brúnni
Signar á Brúnni (født Hansen, 10. februar 1945 i Fuglafjørður) er en færøsk skolemand og tidligere politiker (TF).

## Underviser
Han aflagde eksamen ved Føroya Læraraskúli i 1969. Signar á Brúnni var lærer ved Stranda skúli 1969–1973, Fuglafjarðar skúli 1973–1981 og 1982–2004 samt Leirvíkar skúli 1981–1982. Han var førstelærer ved Eiðis skúli og blev udnævnt til rektor ved Vestmanna skúli i 2004. Fra 2007 er han rektor ved Skúlin á Ziskatrøð i Klaksvík. I sine perioder som minister havde han orlov fra skolevæsenet.

## Politiker
Han var indvalgt i Lagtinget for Eysturoy 1970–1980 og 1984–2002, og formand for Lagtingets fiskeriudvalg 1986–1988, samt sit partis parlamentariske leder 1986–1989. Signar á Brúnni var minister flere gange: Skole-, kultur- og miljøminister samt vicelagmand 1989–1991, miljø-, energi- og kommunalminister 1993–1994 samt undervisnings- og kulturminister 1998–2000. Han var desuden næstformand og partisekretær i Tjóðveldisflokkurin 1980–1984.
Signar á Brúnni skiftede efternavn fra Hansen i begyndelsen af 1990erne.